# Pituïcyt
Een pituïcyt (Latijn: pituitocytus  of pituicytus) is een gliacel van de neurohypofyse (achterkwab van de hypofyse). Ze zijn over het algemeen donkerpaars gevlekt met hematoxyline-eosinekleuring. Ze zijn vergelijkbaar met astrocyten/gliacellen van het centraal zenuwstelsel.